# Hilfe für Menschen in Abschiebehaft Büren
Der Verein Hilfe für Menschen in Abschiebehaft Büren e. V. ist eine nichtstaatliche Organisation zur Beratung von Abschiebehäftlingen in Europas größter Abschiebehaftanstalt, der JVA Büren. Außerdem betreibt der Verein Öffentlichkeitsarbeit zu flüchtlingsrelevanten Themen. Der Verein wurde 1994 gegründet und ist in dem Vereinsregister des Amtsgerichts Paderborn eingetragen.
Langjähriger Vorsitzender des Vereins ist Frank Gockel.

## Auszeichnungen
Am 1. September 2006 wurde der Verein mit dem Aachener Friedenspreis ausgezeichnet. Mit der Begründung, dass der Verein seit mehr als zehn Jahren beharrlich mit friedlichen Mitteln gegen Abschiebehaft kämpft und sich zugleich sehr konkret für die betroffenen Häftlinge einsetzt.